# Тирозин
Тирозин ( ili Y) је неуротрансмитер и аминокиселина која подстиче мождану активност. Највише га има у млечним производима, бананама, махунама, авокаду, сусаму и бадемима.
Тирозин (Tyr ili Y) поспешује правилан рад штитне жлезде, хипофизе и тироидне жлезде. Осим тога подстиче ослобађање хормона раста и производи норадреналин, који смањује потребу за јелом. Спречава потиштеност, умор и раздражљивост, па је због тога погодан и за зависнике који желе да се одвикну од кокаина.
Допуне L-тирозина је најбоље узимати са оброком који обилује угљеним хидратима или пре одласка на спавање.
| Биосинтетички путеви за катехоламине и траг амине у људском мозгу L-Тирозин примарни · пут мање · заступљени · пут Код људи, катехоламини и фенетиламинергички траг амини су изведени из аминокиселине L-фенилаланин. |